# Heldmannsberg
Heldmannsberg ist ein Gemeindeteil der Gemeinde Pommelsbrunn und eine Gemarkung im Landkreis Nürnberger Land (Mittelfranken, Bayern). Die Gemarkung Heldmannsberg hat eine Fläche von 6,359 km². Sie ist in 1027 Flurstücke aufgeteilt, die eine durchschnittliche Flurstücksfläche von 6191,63 m² haben. In ihr liegen neben dem namensgebenden Ort die Gemeindeteile Hofstetten und Wüllersdorf.

## Lage
Das Pfarrdorf Heldmannsberg liegt auf den Ausläufern des Jura in der Nähe der Grenze zum Regierungsbezirk Oberpfalz.

## Ortsnamensdeutung
Der Ortsname kann als „Bergsiedelung eies Helbrechts/Heldmanns“ gedeutet werden.

## Geschichte
Der Ort ist erstmals als „Helprechtsberg“ 1270 im Salbuch des Herzogs Ludwig von Bayern genannt und gehörte zum herzoglichen Pflegamt Hersbruck und kam 1504 an die Reichsstadt Nürnberg. Als Teil der Pfarrei Alfeld wurde das Dorf von Nürnberg her der Reformation zugeführt; die Gegenreformation brachte 1661 die Herauslösung aus dem Alfelder Kirchensprengel. Am 29. Dezember 1779 wurde Heldmannsberg zur eigenen Pfarrei erhoben, wobei der katholische Pfarrbezirk Fürnried mit 25 Orten der neuen Pfarrei zugeordnet wurde; die simultane Filialkirche St. Willibald in Fürnried ist erst danach, nämlich 1797 errichtet worden.
Am Ende des 18. Jahrhunderts gehörte Heldmannsberg zum Kurfürstentum Pfalz-Bayern und wurde durch die Regierung Amberg verwaltet, die die Dorf- und Gemeindeherrschaft über den Ort ausübte. Die Hochgerichtsbarkeit fiel hingegen in den Zuständigkeitsbereich des zur Reichsstadt Nürnberg gehörenden Pflegamtes Hersbruck. Im Jahr 1803 kam Heldmannsberg an das Amt Sulzbach. Im Königreich Bayern (1806) wurde das Dorf dem Steuerdistrikt Wüllersdorf des Rentamtes und Landgerichts (und späteren Bezirksamts bzw. Landkreises) Hersbruck im Rezatkreis zugeordnet und hatte 1818 bei 14 „Feuerstellen“ 13 Familien mit 72 Einwohnern. 1831 erfolgte durch die Pfarrei ein Schulhausneubau, 1880 ein Schulsaalbau. 1840 hatte das Dorf 16 Häuser mit 102 Bewohnern. 1871 bestand die Gemeinde Heldmannsberg aus den vier Orten Heldmannsberg, Claramühle, Regelsmühle und Willersdorf mit insgesamt 28 Haushaltungen und 149 Einwohnern, davon 51 Katholiken und 98 Protestanten. Das Dorf Heldmannsberg hatte 78 Einwohner und 31 Gebäude (Wohnhäuser, Ställe, Scheunen). Der Großviehbestand umfasste 1873 in der Gemeinde zehn Pferde, 134 Rinder, 152 Schafe und 108 Schweine, davon zwei Pferde und 71 Rinder im Ort Heldmannsberg. Die Volkszählung von 1900 erbrachte 88 Einwohner bei 18 Wohngebäuden. 1908 wurde durch die Kirchenstiftung ein neues Schul- und Mesnerhaus errichtet, das 1922 an die Gemeinde abgetreten wurde. Um 1937 entfielen von den 204 Katholiken der Pfarrei 49 auf Heldmannsberg selber; außerdem bewohnten den Ort 54 Protestanten und das dazugehörende Kurhaus Regelsmühle acht Katholiken, drei Protestanten und drei Angehörige anderer Konfessionen.
1961 wohnten von den 205 Einwohnern der Gemeinde Heldmannsberg in Heldmannsberg selber 126 Personen, und zwar in 23 Wohngebäuden. Die Gemeinde bestand aus den vier Gemeindeteilen Heldmannsberg, Claramühle, Regelsmühle und Wüllersdorf. Im Zuge der Gebietsreform in Bayern wurde die circa 601 Hektar große Gemeinde zum 1. Januar 1972 aufgelöst. Der Weiler Wüllersdorf und der überwiegende Teil des Gemeindeteils Heldmannsberg mit dem Pfarrdorf Heldmannsberg wurden in die Gemeinde Hartmannshof umgegliedert. Diese schloss sich schließlich zum 1. Januar 1977 der Gemeinde Pommelsbrunn im Landkreis Nürnberger Land an. Claramühle und Regelsmühle wurden in die Gemeinde Alfeld eingegliedert. Der südlich der Kreisstraße LAU 27, nördlich der Staatsstraße 2236 und östlich des Happurger Bachs gelegene Teil des Gemeindeteil Heldmannsbergs kam zur Gemeinde Happurg. 1970 wohnten in Heldmannsberg 88, 1987 77 Personen in 27 Gebäuden mit 30 Wohnungen.

## Baudenkmäler

### Katholische Pfarrkirche Mariä Himmelfahrt

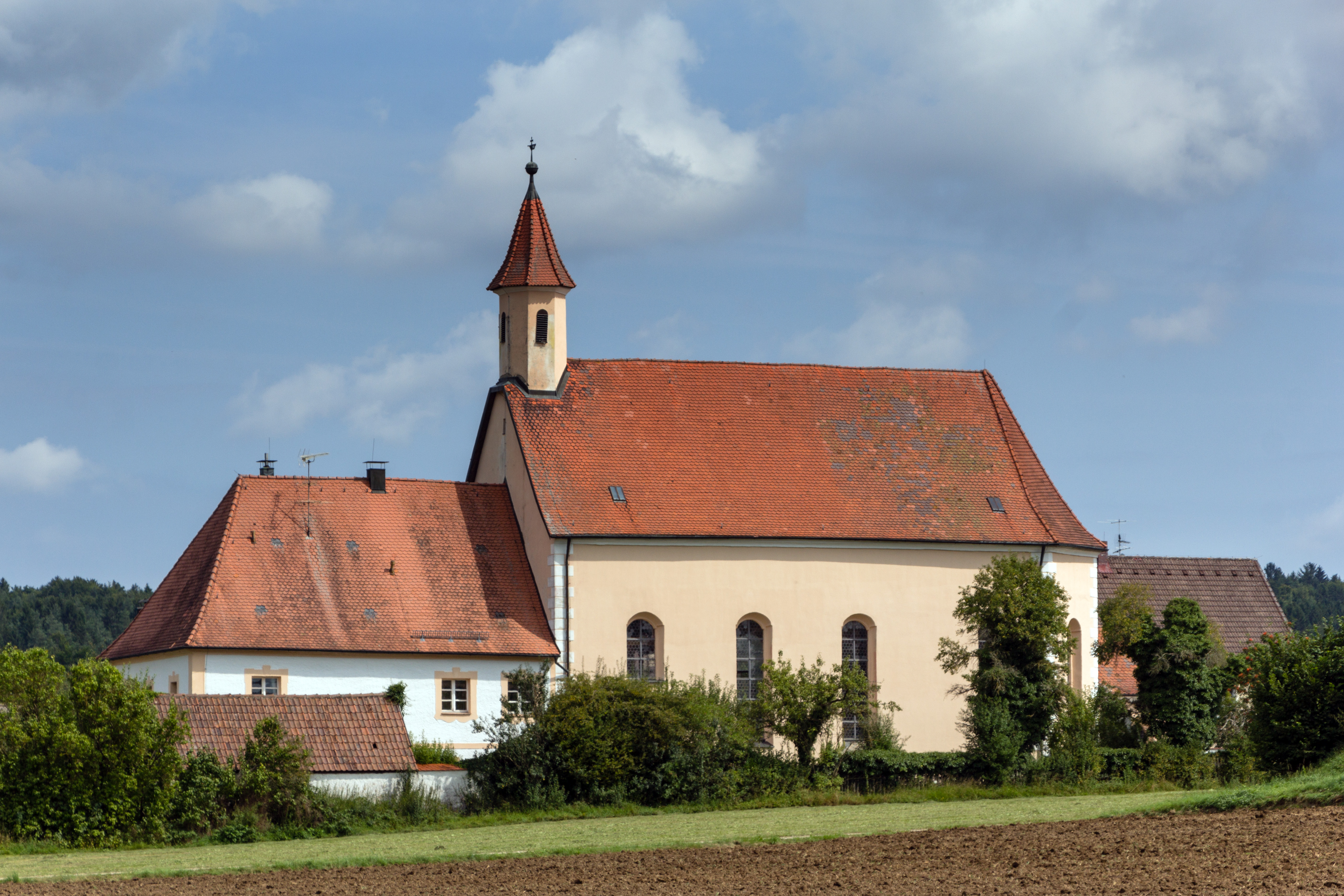
Kirche Mariae Himmelfahrt

1673/74 wurde mit Genehmigung des baierischen Kurfürsten eine Kirche zu Ehren der Jungfrau Maria und des hl. Franz Xaver neu gebaut. Über den Vorgängerbau ist nichts bekannt. Das barocke Kirchenschiff hat die Maße 22 m × 9,5 m. Es hat ein Ziegeldach und einen Dachreiter mit drei Glocken. 1902/03 kam eine neue Bittner-Orgel in die Kirche. Als Marien-Wallfahrtskirche fungiert der Sakralbau seit circa 1688.

## Wirtschaft und Gewerbe
Heldmannsberg verfügt über ein paar Bauernhöfe, einen Gasthof sowie ein Fitness-Studio.

## Tourismus und Freizeit
In der Gegend um Heldmannsberg befinden sich mehrere Wanderwege. Bei Heldmannsberg liegt das Naturschutzgebiet Schottental.